# Gerényes
Gerényes je vas na Madžarskem, ki upravno spada pod podregijo Sásdi Županije Baranja.